# 竇 (動物構造)
竇（英文：Sinus）指的是器官或組織的囊或腔室。竇可以是天生的也可以是後天由於組織受損而偶然生成的。例如鼻竇就是竇的一種。
鼻竇位於人的頭顱，在頭骨之間、鼻腔周圍的顱骨與臉骨之內。鼻竇共有四對，平時充滿了空氣，在鼻腔附近。上頜竇在眼睛下方，額竇在眼睛上方，篩竇在兩眼之間，蝶竇在眼睛後方。

## 人體內的竇
- 鼻竇
  - 上頜竇
  - 篩竇（英语：ethmoidal sinus）
  - 蝶竇（英语：sphenoidal sinus）
  - 額竇
- 硬腦膜靜脈竇（英语：Dural venous sinuses）
  - 前中線
    - 海绵窦
    - 岩上竇（英语：Superior petrosal sinus）
    - 岩下竇（英语：Inferior petrosal sinus）

  - 中央溝
    - 下矢狀竇（英语：Inferior sagittal sinus）
    - 上矢狀竇（英语：Superior sagittal sinus）
      - 直竇（英语：Straight sinus）

  - 竇匯（英语：Confluence of sinuses）
  - 側面
    - 橫竇（英语：Transverse sinuses）
    - 乙狀竇（英语：Sigmoid sinuses）

  - 下方
    - 枕竇（英语：Occipital sinus）
- 動脈竇
  - 颈动脉窦
- 器官竇
  - 肋橫膈隱窩（英语：Costodiaphragmatic recess）（也稱為膈肋竇，phrenicocostal sinus）
  - 腎竇（英语：Renal sinus）
  - 冠狀竇（英语：Coronary sinus）（心包膜的一部份）
  - 淋巴竇
    - Subcapsular sinus（英语：囊下竇）
    - 淋巴結
    - Medullary sinuses（英语：髓竇）